# 桑茲 (密歇根州)
桑茲（英語：Sands）是位於美國密歇根州馬凱特縣桑茲鎮區的一個非建制地區。

## 歷史
桑茲的郵局於1878年開設，其後於1955年停運。此地得名自附近一個多少的平原。

## 地理
桑茲所處的海拔為高於海平面366米（即1201英呎），而該地所採用的時區為UTC-5，即北美东部時區（EST）。同時該地設有夏令時間，為UTC-5調快一小時，即UTC-4（EDT）。